# Umarła klasa

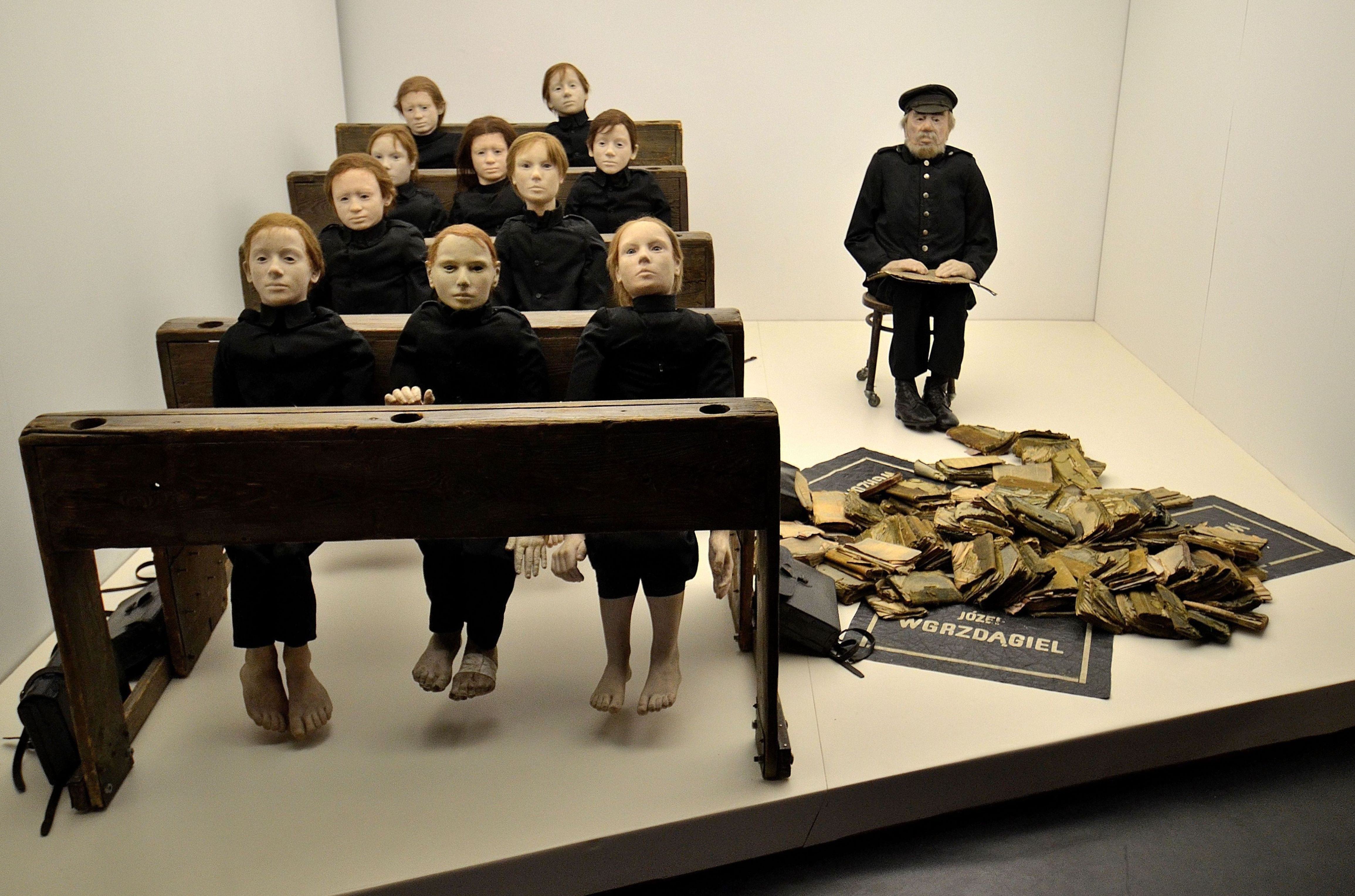
Scenografia spektaklu Umarła klasa

Umarła klasa – spektakl teatru Cricot 2 w reżyserii Tadeusza Kantora. Premiera odbyła się w Krakowie 15 listopada 1975.

## Historia
Spektakl wystawiano w latach 1975–1992. Ostatni pokaz za życia Tadeusza Kantora miał miejsce w Paryżu, w maju 1989. Ostatnie przedstawienie odbyło się w Brnie, we wrześniu 1992. Umarła klasa była grana na całym świecie, m.in. w Adelajdzie, Genewie czy Tokio. W 1976 została okrzyknięta przez amerykański „Newsweek” najlepszym spektaklem teatralnym świata. W przedstawieniu wystąpili aktorzy teatru Cricot 2, w tym Maria Stangret-Kantor, siedząca w pierwszym rzędzie ławek szkolnych.
Jest to opowieść o niemożności powrotu do przeszłości. Obrazy z lat szkolnych przeplatają się z historią, m.in. wybuchem I wojny światowej oraz dziejami narodu żydowskiego w czasie II wojny światowej. Leitmotivem przedstawienia był „Walc François”. Obecny na scenie Tadeusz Kantor odgrywał aktywną rolę w kształtowaniu całego spektaklu.

## Obsada

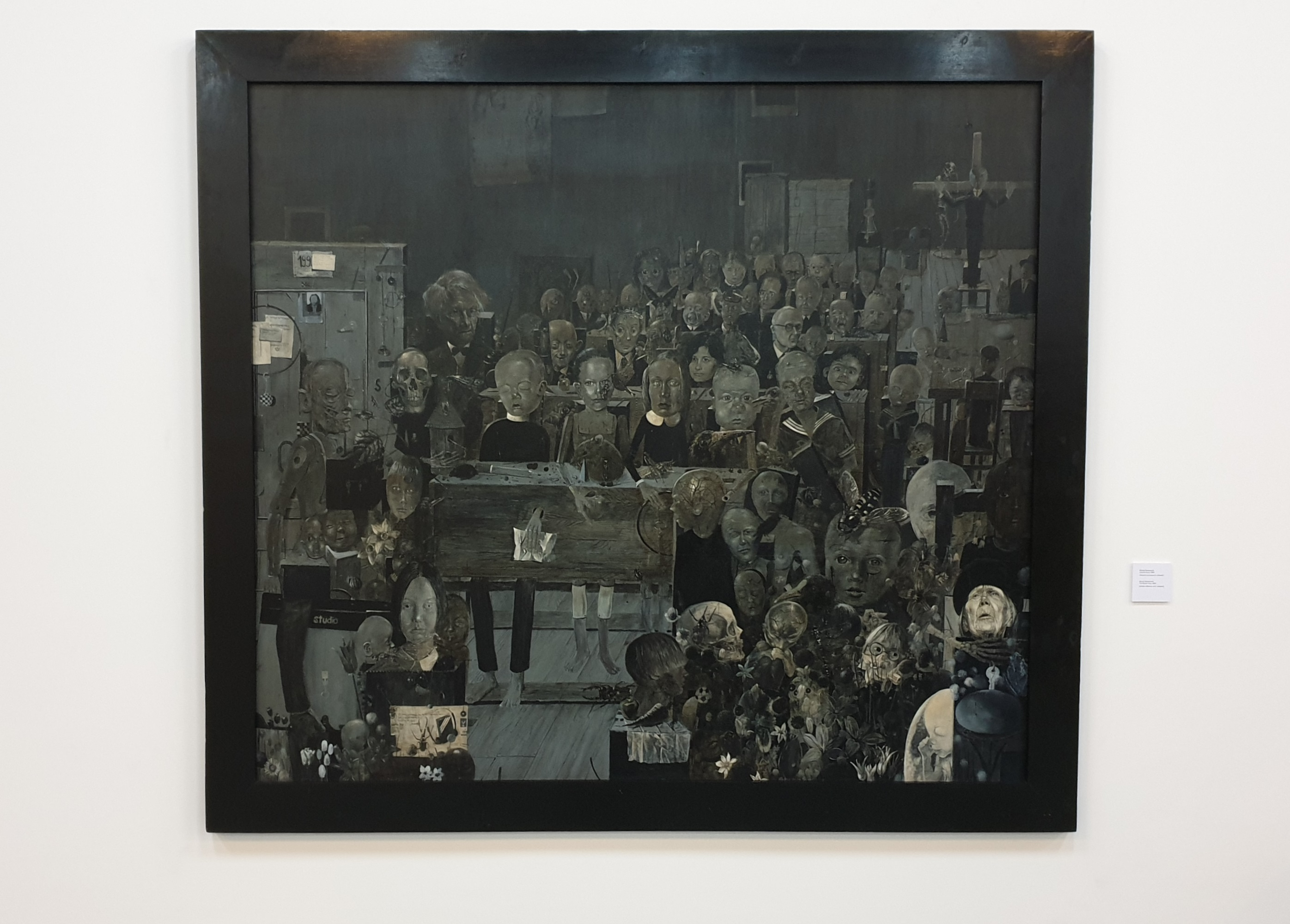
Obraz Umarła klasa autorstwa Macieja Świeszewskiego

- Kobieta z mechaniczną kołyską: Maria Stangret-Kantor
- Prostytutka-Lunatyczka: Zofia Kalińska/Celina Niedźwiecka
- Markietanka: Teresa Wełmińska
- Staruszek z rowerkiem: Andrzej Wełmiński
- Kobieta za oknem: Maria Górecka/Zbigniew Gostomski
- Obcy: Bogdan Grzybowicz
- Staruszek w W.C.-ecie: Mira Rychlicka
- Staruszek ekshibicjonista: Zbigniew Bednarczyk
- Staruszek podofilemiak: Roman Siwulak
- Staruszek zwyczajny: Wojciech Łodyński
- Staruszek z sobowtórem: Wacław Janicki
- Sobowtór: Lesław Janicki
- Staruszek nieobecny z pierwszej ławki: Lila Krasicka
- Staruszek nieobecny z ostatniej ławki: Jan Książek
- Żołnierz z I wojny światowej: Jacek Stokłosa
- Staruszek głuchy: Michał Krzysztofek
- Repetent-roznosiciel klepsydr: Zbigniew Gostomski
- Pedel w czasie przeszłym dokonanym: Kazimierz Mikulski/Krzysztof Miklaszewski
- Sprzątaczka: Stanisław Rychlicki

## Spektakl w kulturze
- W 1976 Andrzej Wajda zrealizował film dokumentalny Umarła klasa. Seans T. Kantora, będący zapisem inscenizacji spektaku[3]
- W 1989 Maciej Świeszewski namalował obraz Umarła klasa, który nawiązuje do spektaklu Kantora[4]